# 范坚 (晋朝)
范坚（？—？），字子常，顺阳（今河南省淅川县李官桥镇）人，晋朝政治人物。永嘉之乱时，去江东避难，历任佐著作郎、抚军参军。苏峻叛乱期间，范坚参与讨伐，被赐爵位都亭侯，又升迁至尚书右丞，后至护军长史。

## 生平

### 范坚护法
晋成帝咸和年间，国库里丢失了三十多匹布。盗窃者是一个叫邵广的小吏，廷尉府按照朝廷律法判邵广死刑。邵广有两个儿子，长子邵宗十三岁，次子邵云十一岁，他们得知父亲被判死刑后，跑到朝堂门外敲“登闻鼓”，哀求朝廷饶父亲一死，并甘愿当官奴以赎回父亲的性命。晋成帝司马衍得知两个孩子的孝举后便动了恻隐之心，打算为邵广减刑。
晋成帝随即在朝堂上征询大臣的意见，刑部尚书右丞范坚称：“如果皇帝为邵广减刑，就默许了替父顶罪的行为，若同意了邵宗和邵云的请求，将来就会有更多的人提出类似请求，长此以往，朝廷的法度就形同虚设，因此不能开此先列。”
有朝臣回应道：“汉文帝曾因缇萦的孝心而宽恕了淳于意，古人早已有此先例。”范坚反驳道：“淳于意的案子是一件冤案。”
又有一朝臣说道：“圣人有云：‘父为子隐，子为父隐’，圣人之所以要提倡隐，是因为隐字里面包含着亲情和仁孝。邵广一案正是向天下展现我朝以仁孝治天下的绝佳机会，所以应该给邵广一条生路，改死刑为钳徒，两个孩子收为官奴即可。”范坚反驳道：“邵广身为官员盗窃国库就是不仁，对不仁之人哪有孝字可言？父亲犯罪，却让孩子去顶罪，父亲的仁慈何在？圣人也曾说：‘父慈子孝’，假如有不愿替父顶罪的子女，难道我们就要将这样的子女看做是不懂孝道的禽兽？恐怕圣人也不同意这种看法吧！”
范坚的陈词让司马衍犹豫不决，范坚继续说：“退一步讲，即便我们应许了邵宗和邵云的请求，让两个无辜的孩子失去了终生的自由，何苦呢？况且，邵宗、邵云敲‘登闻鼓’之时已向天下人昭示了他们的拳拳孝心，他们将来肯定会受到人们尊重的。”范坚的话最终使司马衍下诏处死了邵广。

## 参看
- 顺阳范氏